# Eulithis pseudoledereri
Eulithis pseudoledereri là một loài bướm đêm trong họ Geometridae.